# 볼스바르트

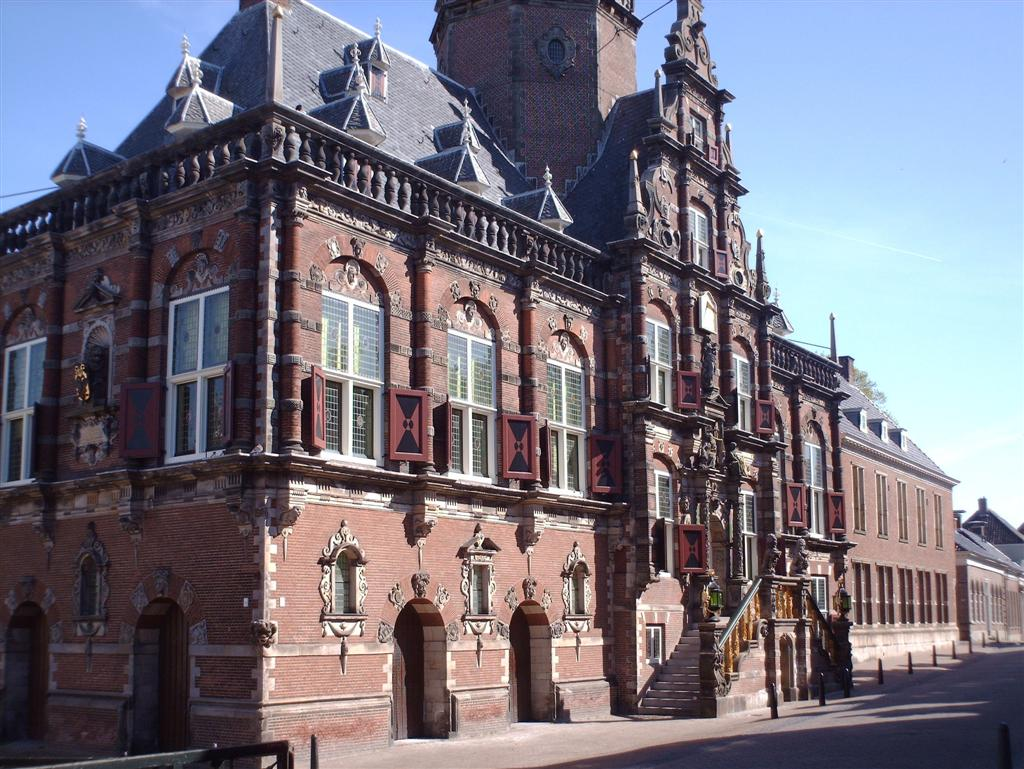
볼스바르트

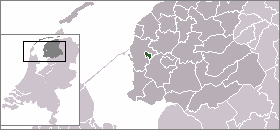
볼스바르트의 위치

볼스바르트(네덜란드어: Bolsward, 서프리슬란트어: Boalsert)는 네덜란드 프리슬란트주의 도시로 면적은 9.42km2, 인구는 9,607명(2007년 1월 기준), 인구 밀도는 1,055명/km2이다.

시기
시 문장